# صعود و سقوط

لوتون تاون در تمام دسته‌های حرفه‌ای نظام لیگ‌های فوتبال انگلستان (به‌علاوه بالاترین سطح در نظام غیر لیگ) بازی کرده است. تاریخچه آنها نشان می‌دهد که چگونه تیم‌ها می‌توانند با صعود یا سقوط‌های متوالی، به سرعت بین سطوح مختلف جابجا شوند.

صعود و سقوط، فرآیندی است که توسط لیگ‌های ورزشی استفاده می‌شود که در آن، تیم‌ها می‌توانند بر اساس عملکردشان در طول یک فصل، در بین دسته‌های سیستم لیگ، بالا و پایین بروند. لیگ‌هایی که از سیستم‌های صعود و سقوط استفاده می‌کنند، گاهی لیگ‌های آزاد نامیده می‌شوند. در سیستم صعود و سقوط، تیم (هایی) که بهترین رتبه را در یک دسته پایین‌تر کسب کنند برای فصل بعد به دسته بالاتر صعود می‌کنند و تیم (هایی) که بدترین رتبه را در دسته بالاتر دارند برای فصل بعد به دسته پایین‌تر سقوط می‌کنند. در طول فصل، دربارهٔ تیم‌هایی که در رتبه‌های بالای جدول لیگ هستند، گاهی به اصطلاح گفته می‌شود در منطقه صعود قرار دارند و در مورد تیم‌های پایین جدول گفته می‌شود در منطقه سقوط یا در معرض سقوط قرار دارند. این اصطلاحات همچنین دربارهٔ تیم (هایی) به کار برده می‌شود که در مناطقی از جدول باشند که صعود و سقوط به صورت خودکار انجام نمی‌شود، بلکه منوط به بازی‌های پلی‌آف باشد، مانند مسابقات چمپیونشیپ که تیم‌های سوم تا ششم برای صعود به لیگ برتر وارد پلی‌آف می‌شوند، یا در بوندس‌لیگا که سومین تیم پایین جدول با سومین تیم بالای جدول بوندس‌لیگا ۲ بازی می‌کنند تا در مورد صعود یا سقوط یکی از این دو، تصمیم گرفته شود.
یک سیستم جایگزین برای سازماندهی لیگ وجود دارد که یک مدل بسته مبتنی بر مجوز یا حق‌امتیاز است که عمدتاً در استرالیا، کانادا، فیلیپین، سنگاپور و ایالات متحده استفاده می‌شود. در سیستم بسته، تیم‌های مشابه از فصلی به فصل دیگر حفظ می‌شوند، و گاهی با پذیرش تیم‌های دیگر، لیگ گسترش می‌یابد یا تیم‌های موجود در لیگ‌های اصلی جابجا می‌شوند اما جابجایی تیم‌ها بین لیگ اصلی و لیگ‌های فرعی انجام نمی‌شود.